# Seniakovce
Seniakovce (em húngaro: Senyék) é um município da Eslováquia, situado no distrito de Prešov, na região de Prešov. Tem 2,58 km² de área e sua população em 2018 foi estimada em 154 habitantes.

## Demografia
| Ano:        | 1994 | 2004    | 2014    | 2024    |
| ----------- | ---- | ------- | ------- | ------- |
| Broj ljudi: | 101  | 121     | 135     | 187     |
| Razlika:    |      | +19,80% | +11,57% | +38,51% |

| Ano:               | 2023 | 2024   |
| ------------------ | ---- | ------ |
| Número de pessoas: | 175  | 187    |
| Diferença:         |      | +6,85% |